# Charlotte Bonnet
Pour les articles homonymes, voir Bonnet.
Charlotte Bonnet, née le 14 février 1995 à Enghien-les-Bains, est une nageuse française spécialiste de la nage libre puis de brasse et de 4 nages. 

## Jeunesse
Née dans une famille de sportifs avec des parents maîtres-nageurs, elle sait nager dès l'âge de 4 ans.
À six ans, elle emménage à Brest avec ses parents et intègre le Club Nautique Brestois. En 2009, lors de la Coupe de Confédération Méditerranéenne de Natation à Belgrade, elle remporte 8 médailles d'or sur les 8 courses dans lesquelles elle est engagée : 100 m, 200 m et 400 m nage libre, 200 m 4 nages, 4 × 100 m nage libre, 4 × 200 m nage libre et 4 × 100 m 4 nages. Quelques semaines plus tard au Festival olympique de la jeunesse européenne, elle remporte une nouvelle médaille d'or sur le 400 m nage libre.
Formée au Club Nautique Brestois (Brest) pendant 8 ans, elle évolue depuis 2010 à l'Olympic Nice Natation (Nice) où elle est entraînée par Fabrice Pellerin.

## Carrière

### 2012: médaillée olympique à Londres à 17 ans
Charlotte Bonnet fait ses débuts internationaux en 2012, où à 17 ans, elle décroche une médaille de bronze aux Jeux olympiques sur le 4 × 200 m nage libre avec ses compatriotes Camille Muffat, Ophélie Étienne et Coralie Balmy. Lors de ces Jeux, elle nage aussi le 100 m nage libre - qu'elle termine à la 20e place - et le relais 4 × 100 m 4 nages (composé de Laure Manaudou, Fanny Babou et Justine Bruno), qui termine 14e de tous les engagés.  Son club étant le plus médaillé de la natation française lors de ces Jeux, elle subit une pression importante qui lui rend difficile de retrouver son meilleur niveau.

### 2012-2016: médaillée mondiale et finaliste aux JO de Rio
L'année suivante, aux championnats du monde de Barcelone, elle remporte une nouvelle médaille de bronze sur le relais 4 × 200 m nage libre. Elle nage aussi le 200 m nage libre qu'elle termine à la 8e place de la finale et le 100 m nage libre où elle ne dépasse pas le stade des séries.
En 2014, elle se qualifie pour 5 épreuves aux championnats d'Europe de Berlin. Sa meilleure performance est une 5e place sur les relais 4 × 100 m et 4 × 200 m nage libre. Sur le plan individuel, elle termine 7e de la finale sur le 100 m et le 200 m nage libre. Plus tard dans l'année, aux championnats militaires de natation, elle explose le record de la compétition sur le 200 m nage libre en 1 min 57 s 99.
Après la mort accidentelle de Camille Muffat, sa collègue d'entraînement à Nice, début 2015, Charlotte Bonnet tombe dans une phase dépressive et hésite à arrêter la natation,. Cette année-là pourtant, elle remporte les cinq courses dans lesquelles elle s'engage aux championnats de France.
Aux Jeux olympiques de 2016, elle participe à la finale du 200 m nage libre où elle termine 8e, ainsi qu'à celle du 4 × 100 m nage libre français qui termine 7e. Avec Marie Wattel, Béryl Gastaldello et Fanny Deberghes, Charlotte Bonnet fait partie du relais 4 × 100 m 4 nages disqualifié lors des séries.

### 2016-2021: l'or en Europe et de nouveau le bronze aux mondiaux
Le 25 mai 2017, Charlotte Bonnet remporte la finale du 200 m nage libre avec un temps de 1 min 55 s 80, troisième meilleure marque mondiale de l'année. Aux Mondiaux de Budapest, elle est éliminée en demi-finale du 100 m nage libre, terminant 5e de sa demi en 53 s 77, loin derrière Sarah Sjöström et ses 52 s 44. En finale du 200 m nage libre, elle termine 8e en 1 min 56 s 62. Lors des championnats d'Europe en petit bassin 2017, elle remporte le titre sur sa distance fétiche, le 200 m nage libre. Peu avant, aux championnats de France en petit bassin, Charlotte Bonnet remporte deux titres lors de la première journée, en battant le record de France du 100 m nage libre en 52 s 04 (l'ancienne marque de 52 s 41 avait été établie par Camille Muffat en 2010).
Sur le 100 m des championnats de France 2018 en avril, elle bat le record de France du 100 m nage libre en 53 s 36, battant l'ancienne marque de Malia Metella (53 s 49) établie en combinaison en 2009. Durant cette compétition, elle remporte également l'or sur le 200 m nage libre (1 min 56 s 83) et l'argent sur le 50 m nage libre (24 s 89) derrière Marie Wattel. En juillet, elle réussit ses championnats d'Europe avec trois médailles d'or et une médaille de bronze. Sur le 200 m nage libre, elle rafle le titre en améliorant son record personnel en 1 min 54 s 95, battant la Néerlandaise Femke Heemskerk et la Russe Anastasia Guzhenkova, quelques semaines après avoir établi la meilleure performance européenne de la saison en 1 min 55 s 53. Elle devient la première Française à remporter le titre sur cette distance. Elle est également titrée sur le 4 × 100 m nage libre et le 4 × 100 m nage libre mixte avec Jérémy Stravius, Mehdy Metella et Marie Wattel. Charlotte Bonnet monte également sur la troisième marche du podium du 100 m nage libre.
Blessée à l'épaule en avril, elle ne réussit pas à obtenir une médaille en individuel lors des Mondiaux mais est quand même médaillée de bronze sur le relais 4 × 100 m nage libre mixte avec Clément Mignon, Mehdy Metella et Marie Wattel. Sur sa distance fétiche, le 200 m nage libre, elle termine seulement 7e de la finale. À l'automne 2019, elle doit mettre son entraînement en pause, victime de deux infiltrations. Malgré tout, elle remporte le titre national en petit bassin sur le 200 m nage libre en 1 min 52 s 81 et l'argent sur le 100 m nage libre, battue par Marie Wattel. Lors des Jeux mondiaux militaires en octobre, elle décroche le bronze sur le 100 m nage libre et termine 4e du 200 m nage libre.
Début décembre 2020, Charlotte Bonnet annonce ses intentions pour les JO de Tokyo. En cas de qualification, elle visera une finale sur le 100 m et une médaille sur le 200 m. Elle révèle au cours d'une interview qu'elle a pratiqué le taekwondo entre 2018 et 2019. Elle y a développé des muscles peu habitués à être stimulés en natation et une aide mentale « pour puiser dans mes limites et pour combattre ».
Lors d'une interview accordée à L'Équipe début février 2021, Charlotte Bonnet révèle qu'elle s'est liée d'amitié avec Aurélie Muller, la nageuse en eau libre débarquée dans son groupe d'entraînement, très masculin, à Nice : « Mine de rien, de voir une fille dans les vestiaires, ça permet de penser à autre chose, de rigoler. »
Le 6 février 2021, lors de l'étape du Golden Tour Camille Muffat de Nice, elle ne parvient pas à réaliser les minimas pour se pré-qualifier pour les JO de Tokyo pour le 200 mètres (elle effectue 1 min 56 s 96 au lieu de 1 min 56 s 63) et doit donc retenter sa chance un mois plus tard à Marseille.
En mai 2021, elle perd son titre de championne d'Europe du 200 m nage libre à Budapest en terminant à la 4e place de la finale.
En août 2021, elle participe aux Jeux olympiques de 2020. Elle prend notamment part à la finale du 4 × 200 m nage libre avec l'équipe de France qui termine 8e.
En septembre 2021, Charlotte Bonnet annonce quitter Fabrice Pellerin, son entraîneur depuis dix ans à Nice, pour rejoindre Philippe Lucas à Martigues. Son compagnon, Jérémy Descplanches, devrait aussi la rejoindre chez Philippe Lucas. 
En novembre 2021, elle est retenue dans la liste de l'équipe de France qui disputera les championnats du monde petit bassin à Abu Dhabi en décembre.

### 2022-2024: passage par la brasse et retour au crawl pour sa fin de carrière
En 2022, elle décide d'abandonner le crawl pour la brasse car elle a « besoin de renouveau et d'un nouveau challenge ».
En mars 2023, elle bat le record de France de 100 m brasse lors de la finale du Giant Open de Saint-Germain-en-Laye en 1'7''76.
En juin 2023, elle bat son propre record de France du 100 m brasse en descendant à 1'7''71.
En septembre 2023, un an après son changement de discipline, elle indique vouloir revenir au crawl dans la perspective des JO de Paris 2024, où elle sera capitaine de l'équipe de France de natation. Elle annonce aussi que ce sera sa dernière année de nageuse professionnelle.
Lors des Championnats de France en petit bassin 2023 disputés à Angers, la victoire de Charlotte Bonnet lors du 200 mètres brasse en 2 min 20 s 64 constitue un nouveau record de France. Elle y remporte quatre titres (100 mètres papillon, 200 mètres nage libre, 200 mètres brasse et 200 mètres quatre nages).
Le 7 décembre 2023 à Bucarest, elle devient championne d'Europe en petit bassin du 100 m quatre nages en 57"47 (record personnel), devançant sa compatriote Berryl Gastaldello.
En février 2024, elle est présente aux championnats du monde de Doha. Elle se classe septième du 200 mètres quatre nages. Après ces championnats, elle annonce quitter le groupe d'entrainement de Philippe Lucas pour rejoindre celui de Clément Bailly à Genève en vue des Jeux olympiques de Paris, rejoignant en Suisse son mari Jérémy Desplanches qui a intégré ce groupe un mois auparavant.

## Vie privée
Depuis 2015, elle est en couple avec le nageur suisse Jérémy Desplanches,.  Ils se marient en août 2023.
Elle est la marraine de l'association Dragon Ladies qui lutte contre le cancer du sein.

## Distinctions
- Chevalier de l'ordre national du Mérite (décret du 31 décembre 2012)[42]

## Palmarès

### Jeux olympiques
| Édition             | Épreuve                      | Épreuve                            | Épreuve                      | Épreuve                     | Épreuve |
| Édition             | 100 m nage libre             | 200 m nage libre                   | 4 × 200 m nage libre         | 4 × 100 m quatre nages      |         |
| Londres 2012        | 20e des séries 55 s 12       | –                                  | Bronze 7 min 47 s 49 (RF)    | 14e des séries 4 min 5 s 53 |         |
| Rio de Janeiro 2016 | 15e des demi-finales 54 s 54 | 8e 1 min 56 s 29                   | 10e des séries 7 min 55 s 55 | 15e des séries DSQ          |         |
| Tokyo 2020          | 8e de sa demi-finale 54 s 10 | 6e de sa demi-finale 1 min 57 s 35 | 8e 7 min 58 s 15             | -                           |         |

### Championnats du monde
| Édition        | Épreuve                      | Épreuve                            | Épreuve              | Épreuve              | Épreuve                     | Épreuve                    |
| Édition        | 100 m nage libre             | 200 m nage libre                   | 4 × 100 m nage libre | 4 × 200 m nage libre | 4 × 100 m quatre nages      | 4 × 100 m nage libre mixte |
| Shanghai 2011  | —                            | —                                  | —                    | 4e 7 min 52 s 22     | —                           | —                          |
| Barcelone 2013 | 18e des séries 55 s 15       | 8e 1 min 57 s 56                   | —                    | Bronze 7 min 48 s 43 | —                           | —                          |
| Kazan 2015     | 10e des demi-finales 54 s 15 | 10e des demi-finales 1 min 57 s 01 | 8e 3 min 38 s 46     | 8e 7 min 55 s 98     | 12e des séries 4 min 2 s 13 | —                          |
| Budapest 2017  | 10e des demi-finales 53 s 77 | 8e 1 min 56 s 62                   | —                    | —                    | —                           | —                          |
| Gwangju 2019   | 12e des demi-finales 53 s 62 | 7e 1 min 56 s 95                   | —                    | —                    | —                           | Bronze 3 min 22 s 11       |

#### En petit bassin
| Édition   | Épreuve                     | Épreuve          | Épreuve             | Épreuve               |
| Édition   | 100 m nage libre            | 200 m nage libre | 4 × 50 m nage libre | 4 × 50 m quatre nages |
| Doha 2014 | 6e des demi-finales 52 s 77 | 6e 1 min 54 s 02 | 5e 1 min 36 s 32    | Bronze 1 min 45 s 89  |

### Championnats d'Europe de natation

#### En grand bassin
| Édition      | Épreuve          | Épreuve              | Épreuve              | Épreuve              | Épreuve                     | Épreuve                    |
| Édition      | 100 m nage libre | 200 m nage libre     | 4 x 100 m nage libre | 4 × 200 m nage libre | 4 × 100 m quatre nages      | 4 x 100 m nage libre mixte |
| Berlin 2014  | 7e 54 s 96       | 7e 1 min 58 s 22     | 5e 3 min 40 s 21     | 5e 7 min 55 s 36     | 10e des séries 4 min 6 s 19 | —                          |
| Londres 2016 | 4e 54 s 01       | Bronze 1 min 56 s 51 | 4e 3 min 38 s 29     | —                    | —                           | Bronze 3 min 25 s 49       |
| Glasgow 2018 | Bronze 53 s 35   | Or 1 min 54 s 95     | Or 3 min 34 s 65     | 4e 7 min 53 s 86     | 6e 3 min 59 s 85            | Or 3 min 22 s 07           |
| Rome 2022    | Argent 53 s 62   |                      |                      |                      |                             |                            |

#### En petit bassin
| Édition         | Épreuve                | Épreuve                | Épreuve                      | Épreuve                      | Épreuve             |                              |
| Édition         | 50 m nage libre        | 100 m nage libre       | 200 m nage libre             | 200 m 4 nages                | 4 x 50 m nage libre | 4 × 50 m quatre nages        |
| Szczecin 2011   | 24e des séries 25 s 38 | 23e des séries 54 s 69 | 13e des séries 1 min 58 s 12 | 34e des séries 2 min 15 s 79 | —                   | 11e des séries 1 min 52 s 06 |
| Chartres 2012   | —                      | Bronze 53 s 23         | Argent 1 min 54 s 00         | —                            | —                   | —                            |
| Herning 2013    | —                      | 10e 53 s 51            | Argent 1 min 53 s 26         | —                            | —                   | —                            |
| Copenhague 2017 | 6e 23 s 94             | 4e 51 s 65             | Or 1 min 52 s 19             | —                            | 4e 1 min 36 s 58    | Bronze 1 min 45 s 35         |

### Jeux mondiaux militaires
| Édition    | Épreuve          |
| Édition    | 100 m nage libre |
| Wuhan 2019 | Bronze 54 s 60   |

### Festival olympique de la jeunesse européenne
| Édition      | Épreuve          | Épreuve          | Épreuve          | Épreuve          | Épreuve              |
| Édition      | 100 m nage libre | 200 m nage libre | 400 m nage libre | 800 m nage libre | 4 x 100 m nage libre |
| Tempere 2009 | Argent           | Argent           | Or               | Or               | Or                   |

### Championnats d'Europe juniors de natation
| Édition       | Épreuve         | Épreuve          | Épreuve          | Épreuve              |
| Édition       | 50 m nage libre | 100 m nage libre | 200 m nage libre | 4 x 100 m nage libre |
| Helsinki 2010 | —               | —                | —                | Bronze 3 min 48 s 21 |
| Belgrade 2011 | Or 55 s 25      | —                | —                | Or 3 min 44 s 66     |

### Championnats de France

#### En grand bassin
| Édition            | Épreuve         | Épreuve          | Épreuve              | Épreuve          | Épreuve        | Épreuve                     | Épreuve     | Épreuve             | Épreuve                      | Épreuve          | Épreuve              | Épreuve                |
| Édition            | 50 m nage libre | 100 m nage libre | 200 m nage libre     | 400 m nage libre | 50 m papillon  | 100 m papillon              | 50 m brasse | 100 m brasse        | 200 m brasse                 | 200 m 4 nages    | 400 m 4 nages        | 4 × 100 m quatre nages |
| Dunkerque 2012     | —               | Or 55 s 43       | Bronze 1 min 58 s 55 | —                | —              | 14e des séries 1 min 2 s 71 | —           | —                   | 26e des séries 2 min 48 s 64 | —                | —                    | —                      |
| Rennes 2013        | —               | Argent 54 s 45   | Argent 1 min 56 s 57 | —                | 5e 27 s 46     | —                           | —           | —                   | —                            | —                | —                    | —                      |
| Chartres 2014      | —               | Argent 54 s 62   | Argent 1 min 58 s 00 | —                | —              | —                           | —           | Or 1 min 9 s 25     | —                            | Or 2 min 13 s 33 | Argent 4 min 44 s 01 | —                      |
| Limoges 2015       | —               | Or 53 s 94       | Or 1 min 56 s 86     | —                | —              | —                           | Or 31 s 66  | Or 1 min 8 s 34     | —                            | Or 2 min 12 s 14 | —                    | —                      |
| Montpellier 2016   | —               | Or 53 s 93       | Or 1 min 56 s 32     | —                | —              | —                           | —           | —                   | Argent 1 min 8 s 88          | —                | —                    | —                      |
| Schiltingheim 2017 | —               | Or 53 s 65       | Or 1 min 55 s 80     | —                | —              | —                           | —           | Argent 1 min 9 s 57 | —                            | —                | —                    | Argent 4 min 11 s 71   |
| Saint-Raphaël 2018 | Or 24 s 78      | Or 52 s 74       | Or 1 min 55 s 53     | —                | Bronze 26 s 20 | —                           | —           | —                   | —                            | —                | —                    | Argent 4 min 12 s 71   |
| Rennes 2019        | Or 24 s 77      | Or 53 s 29       | Or 1 min 56 s 57     | —                | —              | —                           | —           | —                   | —                            | —                | —                    | —                      |
| Saint-Raphaël 2020 | Argent 24 s 80  | Bronze 53 s 82   | Or 1 min 56 s 65     | —                | —              | —                           | —           | —                   | —                            | —                | —                    | —                      |
| Chartres 2021      | Bronze 24 s 78  | Argent 53 s 71   | Or 1 min 56 s 67     | —                | —              | —                           | —           | —                   | —                            | —                | —                    | —                      |
| Limoges 2022       | —               | —                | Or 1 min 56 s 47     | Or 4 min 11 s 99 | —              | —                           | —           | —                   | —                            | —                | —                    | —                      |
| Chartres 2024      | —               | —                | —                    | —                | —              | —                           | —           | Or 1 min 7 s 48     | —                            | —                | —                    | —                      |

#### En petit bassin
| Édition          | Épreuve         | Épreuve          | Épreuve              | Épreuve              | Épreuve        | Épreuve        | Épreuve     | Épreuve         | Épreuve             | Épreuve         | Épreuve              | Épreuve              |
| Édition          | 50 m nage libre | 100 m nage libre | 200 m nage libre     | 400 m nage libre     | 50 m papillon  | 100 m papillon | 50 m brasse | 100 m brasse    | 100 m 4 nages       | 200 m 4 nages   | 4 × 50 m nage libre  | 4 x 50 m 4 nages     |
| Chartres 2010    | —               | Argent 54 s 46   | Bronze 1 min 56 s 93 | Bronze 4 min 11 s 61 | —              | —              | —           | —               | —                   | —               | —                    | —                    |
| Angers 2012      | —               | Argent 54 s 56   | Argent 1 min 55 s 44 | —                    | —              | Argent 59 s 63 | —           | —               | Argent 1 min 0 s 61 | —               | —                    | —                    |
| Dijon 2013       | —               | Or 53 s 19       | Argent 1 min 53 s 82 | Bronze 4 min 1 s 44  | —              | —              | —           | —               | Or 1 min 0 s 08     | Or 2 min 8 s 65 | Or 1 min 40 s 09     | Or 1 min 49 s 92     |
| Montpellier 2014 | Bronze 24 s 93  | Or 53 s 53       | Or 1 min 55 s 54     | Or 4 min 5 s 82      | —              | —              | —           | Or 1 min 7 s 22 | Or 59 s 97          | Or 2 min 8 s 77 | Or 1 min 39 s 37     | Or 1 min 49 s 92     |
| Angers 2016      | —               | —                | Or 1 min 53 s 17     | Or 4 min 2 s 56      | —              | —              | —           | —               | Or 58 s 99          | Or 2 min 8 s 97 | —                    | —                    |
| Montpellier 2017 | Or 24 s 15      | Or 52 s 04       | Or 1 min 53 s 39     | Or 4 min 1 s 95      | Argent 25 s 98 | —              | Or 30 s 34  | —               | Or 58 s 96          | —               | 5e 1 min 42 s 82     | Bronze 1 min 52 s 10 |
| Montpellier 2018 | Argent 24 s 16  | Or 52 s 00       | Or 1 min 52 s 83     | Or 4 min 2 s 19      | —              | —              | Or 29 s 98  | —               | Or 58 s 67          | —               | 4e 1 min 34 s 41     | 4e 1 min 43 s 71     |
| Angers 2019      | —               | Argent 52 s 04   | Or 1 min 52 s 81     | Or 3 min 59 s 80     | —              | —              | —           | —               | —                   | —               | Argent 1 min 32 s 90 | Bronze 1 min 41 s 47 |